# Jīrhandeh
Jīrhandeh (persiska: جیرهنده) är en ort i Iran.   Den ligger i provinsen Gilan, i den norra delen av landet, 230 km nordväst om huvudstaden Teheran. Antalet invånare är 605.
Terrängen runt Jīrhandeh är mycket platt. Runt Jīrhandeh är det ganska tätbefolkat, med 230 invånare per kvadratkilometer. Närmaste större samhälle är Lāhījān, 18,8 km sydost om Jīrhandeh. Trakten runt Jīrhandeh består till största delen av jordbruksmark.